# Pro50 Championship 2024/25
Der Pro50 Championship 2024/25 war die 22. Saison des nationalen List A Cricket-Meisterschaft in Simbabwe und wurde vom 25. Oktober 2024 bis zum 16. März 2025 ausgetragen. Im Finale konnten sich die Mountaineers mit 32 Runs gegen den Mid West Rhinos durchsetzen.

## Format
Die fünf Mannschaften spielten in einer Gruppe gegen jede andere Mannschaft jeweils zwei Spiele. Für einen Sieg gab es zwei Punkte, für ein Unentschieden, Absage oder No Result einen Punkt. Die besten zwei Mannschaften qualifizierten sich für das Finale.

## Vorrunde
Tabelle
| Teams                | Sp. | S | N | NR | P  | RR     |
| -------------------- | --- | - | - | -- | -- | ------ |
| Mountaineers         | 8   | 5 | 3 | 0  | 10 | −0.010 |
| Mid West Rhinos      | 8   | 4 | 3 | 1  | 9  | +0.494 |
| Mashonaland Eagles   | 8   | 4 | 4 | 0  | 8  | +0.171 |
| Matabeleland Tuskers | 8   | 3 | 3 | 2  | 8  | −0.514 |
| Southern Rocks       | 8   | 2 | 5 | 1  | 5  | −0.230 |

Spiele
| 25. Oktober Scorecard | Harare | Mashonaland Eagles 239 (46.2)        | – | Southern Rocks 240-4 (39.3) |
|                       |        | Southern Rocks gewinnt mit 6 Wickets |   |                             |

| 25. Oktober Scorecard | Kwekwe | Mid West Rhinos 160 (31.4)                              | – | Matabeleland Tuskers 160-7 (33.4/47) |
|                       |        | Matabeleland Tuskers gewinnt mit 3 Wickets (D/L method) |   |                                      |

| 5. November Scorecard | Bulawayo | Mashonaland Eagles 386-9 (50)           | – | Matabeleland Tuskers 140 (30.1) |
|                       |          | Mashonaland Eagles gewinnt mit 246 Runs |   |                                 |

| 5. November Scorecard | Kwekwe | Mountaineers 192 (41.3)               | – | Mid West Rhinos 195-5 (41.1) |
|                       |        | Mid West Rhinos gewinnt mit 5 Wickets |   |                              |

| 23. November Scorecard | Harare | Mid West Rhinos 318-8 (50)           | – | Mashonaland Eagles 106 (19.1) |
|                        |        | Mid West Rhinos gewinnt mit 212 Runs |   |                               |

| 23. November Scorecard | Mutare | Southern Rocks 314-8 (50)          | – | Mountaineers 315-6 (43.2) |
|                        |        | Mountaineers gewinnt mit 4 Wickets |   |                           |

| 5. Dezember Scorecard | Mutare | Mountaineers 279 (49.2) / 20-0 (1)                        | – | Matabeleland Tuskers 279 (49.5) / 18-0 (1) |
|                       |        | Spiel unentschieden (Mountaineers gewinnt mit Super Over) |   |                                            |

| 5. Dezember Scorecard | Harare | Mid West Rhinos 214 (46.5)           | – | Southern Rocks 215-5 (47.2) |
|                       |        | Southern Rocks gewinnt mit 5 Wickets |   |                             |

| 4. Januar Scorecard | Harare | Mashonaland Eagles 314-8 (50)          | – | Mountaineers 267-8 (50) |
|                     |        | Mashonaland Eagles gewinnt mit 47 Runs |   |                         |

| 4. Januar Scorecard | Harare | Southern Rocks | – | Matabeleland Tuskers |
|                     |        | Spiel abgesagt |   |                      |

| 15. Januar Scorecard | Harare | Mashonaland Eagles 262 (49.4)         | – | Southern Rocks 253 (48.3) |
|                      |        | Mashonaland Eagles gewinnt mit 9 Runs |   |                           |

| 15. Januar Scorecard | Bulawayo | Mid West Rhinos 287-7 (41/41) | – | Matabeleland Tuskers 13-1 (4.4/24) |
|                      |          | No Result                     |   |                                    |

| 26. Januar Scorecard | Harare | Mashonaland Eagles 193 (43.1)             | – | Matabeleland Tuskers 194-9 (48) |
|                      |        | Matabeleland Tuskers gewinnt mit 1 Wicket |   |                                 |

| 26. Januar Scorecard | Mutare | Mountaineers 168-4 (34/34)                        | – | Mid West Rhinos 144-9 (19.1/20) |
|                      |        | Mid West Rhinos gewinnt mit 1 Wicket (D/L method) |   |                                 |

| 7. Februar Scorecard | Kwekwe | Mashonaland Eagles 264 (46.3)          | – | Mid West Rhinos 221 (42.4) |
|                      |        | Mashonaland Eagles gewinnt mit 43 Runs |   |                            |

| 7. Februar Scorecard | Harare | Mountaineers 327-9 (50)          | – | Southern Rocks 269 (48.1) |
|                      |        | Mountaineers gewinnt mit 58 Runs |   |                           |

| 19. Februar Scorecard | Bulawayo | Matabeleland Tuskers 170-7 (36.1/36.1)          | – | Mountaineers 160-6 (28.2/29) |
|                       |          | Mountaineers gewinnt mit 4 Wickets (D/L method) |   |                              |

| 19. Februar Scorecard | Kwekwe | Southern Rocks 262-8 (48/48)                    | – | Mid West Rhinos 235-6 (44/44) |
|                       |        | Mid West Rhinos gewinnt mit 6 Runs (D/L method) |   |                               |

| 3. März Scorecard | Mutare | Mashonaland Eagles 280 (47.2)      | – | Mountaineers 281-8 (50) |
|                   |        | Mountaineers gewinnt mit 2 Wickets |   |                         |

| 3. März Scorecard | Bulawayo | Matabeleland Tuskers 212 (49.2)          | – | Southern Rocks 173 (44.3) |
|                   |          | Matabeleland Tuskers gewinnt mit 39 Runs |   |                           |

## Finale
| 16. März Scorecard | Mutare | Mid West Rhinos 227 (46.2)                    | – | Mountaineers 193-4 (40/40) |
|                    |        | Mountaineers gewinnt mit 32 Runs (D/L method) |   |                            |